# Родригеш, Гарри
Га́рри Ме́ндеш Родри́геш (порт. Garry Mendes Rodrigues; 27 ноября 1990, Роттердам, Нидерланды) — кабо-вердианский футболист, полузащитник клуба «Сивасспор» и сборной Кабо-Верде.

## Клубная карьера
Родригеш — воспитанник клубов «Фейеноорд» и португальского «Реала». В 2009 году он вернулся в Нидерланды и начал профессиональную карьеру, выступая за малоизвестные команды «Ксеркс», «Ростокер» и «Босхёйзен». Летом 2012 года Гарри подписал контракт с «АДО Ден Хааг» и сразу же был отдан в аренду в «Дордрехт». 10 августа в матче против «Эммена» он дебютировал в Эрстедивизи. 27 августа в поединке против «Ден Босха» Родригеш забил свой первый гол за «Дордрехт».
В начале 2013 года Гарри перешёл в болгарский «Левски». Сумма трансфера составила 300 тыс. евро. 3 марта в матче против бургасского «Черноморца» он дебютировал в чемпионате Болгарии. 20 апреля в поединке против «Ловеча» Родригеш забил свой первый гол за «Левски». В следующем сезоне он с 11 мячами стал лучшим бомбардиром команды.
В начале 2014 года Гарри перешёл в испанский «Эльче». 1 марта в матче против «Сельты» он дебютировал в Ла Лиге. 3 мая в поединке против «Малаги» Родригеш забил свой первый гол за «Эльче».
Летом 2015 года Гарри подписал трёхлетнее соглашение с греческим ПАОКом. 23 августа в матче против «Ксанти» он дебютировал в греческой Суперлиге. В поединке против АЕКа Родригеш забил свой первый гол за ПАОК. В 2016 году в матчах Лиги Европы против итальянской «Фиорентины» и чешского «Слована» он забил по голу.
В начале 2017 года Родригеш перешёл в турецкий «Галатасарай». Сумма трансфера составила 3,5 млн евро. 14 января в матче против «Коньяспора» он дебютировал в турецкой Суперлиге. 3 апреля в поединке против «Аданаспора» Гарри забил свой первый гол за «Галатасарай». В 2018 году он помог клубу выиграть чемпионат.
В начале 2019 года Родригеш перешёл в саудовский «Аль-Иттихад». Сумма трансфера составила 9 млн евро. 29 января в матче против «Аш-Шабаба» он дебютировал в чемпионате Саудовской Аравии. 29 марта в поединке против «Аль-Фейсали» Гарри забил свой первый гол за «Аль-Иттихад». Летом того же года Родригеш на правах аренды перешёл в «Фенербахче». В матче против «Газиантепа» он дебютировал за новый клуб. 1 сентября в поединке против «Трабзонспора» Гарри забил свой первый гол за «Фенербахче». По окончании аренды он вернулся в «Аль-Иттихад».
18 сентября 2021 года Родригеш перешёл в «Олимпиакос», подписав трёхлетний контракт с годовой зарплатой в 1 млн евро включая бонусы. 17 октября в матче против «ПАС Янина» он дебютировал за новый клуб. 2 марта в поединке против «Астераса» Гарри забил свой первый гол за «Олимпиакос».
19 августа 2023 года Родригеш подписал двухлетний контракт с турецким «Анкарагюджю».

## Международная карьера
30 декабря 2013 года в товарищеском матче против сборной Каталонии Родригеш дебютировал за сборную Кабо-Верде. 6 сентября 2014 в матче отборочного турнира Кубка Африки против сборной Нигера он забил свой первый гол за национальную команду.
В 2015 году Родригеш принял участие в Кубке Африке в Экваториальной Гвинее. На турнире он сыграл в матче против команды хозяев.
В 2022 году Родригеш во второй раз принял участие в Кубке Африке в Камеруне. На турнире он сыграл в против команд Эфиопии, Буркина-Фасо, Камеруна и Сенегала. В поединке против камерунцев Гарри забил гол.
Был включён в состав сборной на Кубок африканских наций 2023.

### Голы за сборную Кабо-Верде
| №   | Дата            | Место                                  | Противник           | Счёт | Результат | Соревнование                       |
| --- | --------------- | -------------------------------------- | ------------------- | ---- | --------- | ---------------------------------- |
| 01. | 6 сентября 2014 | Генерал Сейни Куатчи, Ниамей, Нигер    | Нигер               | 0:1  | 1:3       | КАН 2015 (квалификация)            |
| 02. | 13 июня 2015    | Национальный стадион, Прая, Кабо-Верде | Сан-Томе и Принсипи | 3:0  | 7:1       | КАН 2017 (квалификация)            |
| 03. | 5 сентября 2017 | Мозес Мабида, Дурбан, ЮАР              | ЮАР                 | 0:1  | 1:2       | Чемпионат мира 2018 (квалификация) |
| 04. | 5 сентября 2017 | Мозес Мабида, Дурбан, ЮАР              | ЮАР                 | 0:2  | 1:2       | Чемпионат мира 2018 (квалификация) |
| 05. | 18 ноября 2019  | Национальный стадион, Прая, Кабо-Верде | Мозамбик            | 1:0  | 2:2       | КАН 2021 (квалификация)            |
| 06. | 7 октября 2021  | Аккра Спортс Стэдиум, Аккра, Гана      | Либерия             | 1:2  | 1:2       | Чемпионат мира 2022 (квалификация) |
| 07. | 17 января 2022  | Олембе Стэдиум, Яунде, Камерун         | Камерун             | 1:1  | 1:1       | Кубок Африки 2021                  |

## Достижения

### Командные
«Галатасарай»
- Чемпион Турции: 2017/18

«Олимпиакос»
- Чемпион Греции: 2021/22

### Личные
- Член символической сборной греческой Суперлиги: 2015/16
- Член символической сборной турецкой Суперлиги: 2017/18